# Floris IV van Holland
Floris IV (24 juni 1210 — Corbie, 19 juli 1234) was van 1222 tot zijn dood graaf van Holland. Hij was de zoon van Willem I en Aleid van Gelre.

## Verloving en huwelijk
In een huwelijkscontract gedateerd 5 november 1214 was overeengekomen dat graaf Willem na Floris' huwelijk elk jaar 500 Hollandse ponden aan Hendrik VI van Brunswijk's kersverse weduwe Machteld van Brabant zou betalen, een bedrag afkomstig van de uitbating van een groot aantal stukken grond, waaronder de Riederwaard. Floris trouwde, na een verloving van tien jaar, op 6 december 1224 te Antwerpen met Machteld -- zij waren dus respectievelijk vierentwintig jaar en veertien jaar oud (en zij reeds weduwe) ten tijde van hun verloving. 
Floris IV volgde zijn vader Willem op in 1222, aanvankelijk onder voogdij van graaf Boudewijn I van Bentheim, maar vanaf zijn twaalfde verjaardag (en dus 'volwassenheid') op eigen benen. Floris IV breidde zijn gebied uit met het Land van Altena, nam deel aan de expeditie tegen Drenthe in 1227 (die uitmondde in verlies in de slag bij Ane), en aan de oorlog in 1234 tegen de Stedinger boeren in het bisdom Bremen, die de kerkelijke tienden weigerden te betalen.

## Bouw grafelijk hof
De mannen van graaf Floris IV maakten donderdag na het feest van Sint Maarten op 15 november 1229 te Leiden met Dirk van Wassenaar een akte op ten aanzien van de rechtspraak over het hof van 'vrouwe Meilendis', inclusief alle aanwezige 'mannen en hoevenaars'. Daarvóór had hij van Dirk even voor 1230, datum en koopakte zijn echter niet bewaard, het Hof zelf gekocht, dat wijlen vrouwe Meilendis had toebehoord. Floris begon er mogelijk met de bouw van een grafelijk verblijf, het latere Binnenhof in 's Gravenhage. Het woonkwartier met de slanke hoektorens werd in de stijl van de vroege Scheldegotiek opgetrokken en heeft grote overeenkomsten met de tussen 1230 en 1234 gebouwde kloosterkerk van Loosduinen. De Rolzaal, Haagtoren (een kapel met daarboven het slaapvertrek van de graaf) en de vertrekken van de gravin werden evenwijdig aan het oudste gebouw van het binnenhof gebouwd, dat nu de kelder is van de Ridderzaal.

## Overlijden
Floris overleed tijdens een toernooi te Corbie, Frankrijk, op 19 juli 1234. Volgens een romantische overlevering had hij grote indruk gemaakt op Mathilde II van Boulogne die hem een liefdesbrief stuurde. Haar man, Filips Hurepel, graaf van Clermont, die ook aan het toernooi zou hebben deelgenomen, zou dit niet over zijn kant hebben laten gaan en zou Floris hebben doodgestoken. Daarop zou de graaf van Clermont door 'die van Kleef' zijn gedood. Dit verhaal ontbeert echter elke historische grond: geen vertellende kroniek noch enige oorkonde brengt Hurepel in verband met dit toernooi of laat vermoeden dat hij na januari 1234 nog in leven zou zijn geweest.
Floris werd begraven in de Abdij van Rijnsburg. Zijn echtgenote kreeg niet de voogdij over hun kinderen. Floris' jongere broer Willem werd voogd. Floris' vrouw Machteld overleed op 67-jarige leeftijd in 1267 en werd begraven in het door haar gestichte cisterciënzerklooster te Loosduinen.

## Kinderen
Floris en Machteld kregen de volgende kinderen:
- Willem II, opvolger van zijn vader, tegenkoning van Duitsland
- Floris de Voogd, regent van Holland
- Aleid van Holland, gehuwd met Jan van Avesnes, regentes van Holland na overlijden van Floris
- Margaretha, gehuwd met Herman I van Henneberg (1224 - 1290)
- Hendrik
- Machteld

## Voorouders
| Voorouders van Floris IV van Holland | Voorouders van Floris IV van Holland                                        | Voorouders van Floris IV van Holland                                        | Voorouders van Floris IV van Holland                                        | Voorouders van Floris IV van Holland                                        | Voorouders van Floris IV van Holland                                      | Voorouders van Floris IV van Holland                                      | Voorouders van Floris IV van Holland                                             | Voorouders van Floris IV van Holland                                             |
| ------------------------------------ | --------------------------------------------------------------------------- | --------------------------------------------------------------------------- | --------------------------------------------------------------------------- | --------------------------------------------------------------------------- | ------------------------------------------------------------------------- | ------------------------------------------------------------------------- | -------------------------------------------------------------------------------- | -------------------------------------------------------------------------------- |
| Overgrootouders                      | Dirk VI van Holland (1114 - 1157) ∞ 1125 Sophia van Rheineck (1120 - 1176)  | Dirk VI van Holland (1114 - 1157) ∞ 1125 Sophia van Rheineck (1120 - 1176)  | Hendrik van Schotland (1114 - 1152) ∞ 1139 Ada de Warenne (1125 - 1178)     | Hendrik van Schotland (1114 - 1152) ∞ 1139 Ada de Warenne (1125 - 1178)     | Hendrik I van Gelre (1117 - 1182) ∞ 1135 Agnes van Arnstein (1130 - 1179) | Hendrik I van Gelre (1117 - 1182) ∞ 1135 Agnes van Arnstein (1130 - 1179) | Otto I van Beieren (hertog) (1117 - 1183) ∞1157 Agnes van Loon (ca. 1150 - 1191) | Otto I van Beieren (hertog) (1117 - 1183) ∞1157 Agnes van Loon (ca. 1150 - 1191) |
| Grootouders                          | Floris III van Holland (1140 - 1190) ∞ 1162 Ada van Schotland (1145 - 1204) | Floris III van Holland (1140 - 1190) ∞ 1162 Ada van Schotland (1145 - 1204) | Floris III van Holland (1140 - 1190) ∞ 1162 Ada van Schotland (1145 - 1204) | Floris III van Holland (1140 - 1190) ∞ 1162 Ada van Schotland (1145 - 1204) | Otto I van Gelre (1150 - 1207) ∞ 1186 Richarda van Beieren (1173 - 1231)  | Otto I van Gelre (1150 - 1207) ∞ 1186 Richarda van Beieren (1173 - 1231)  | Otto I van Gelre (1150 - 1207) ∞ 1186 Richarda van Beieren (1173 - 1231)         | Otto I van Gelre (1150 - 1207) ∞ 1186 Richarda van Beieren (1173 - 1231)         |
| Ouders                               | Willem I van Holland (1168 - 1222) ∞ 1197 Aleid van Gelre (1182 - 1218)     | Willem I van Holland (1168 - 1222) ∞ 1197 Aleid van Gelre (1182 - 1218)     | Willem I van Holland (1168 - 1222) ∞ 1197 Aleid van Gelre (1182 - 1218)     | Willem I van Holland (1168 - 1222) ∞ 1197 Aleid van Gelre (1182 - 1218)     | Willem I van Holland (1168 - 1222) ∞ 1197 Aleid van Gelre (1182 - 1218)   | Willem I van Holland (1168 - 1222) ∞ 1197 Aleid van Gelre (1182 - 1218)   | Willem I van Holland (1168 - 1222) ∞ 1197 Aleid van Gelre (1182 - 1218)          | Willem I van Holland (1168 - 1222) ∞ 1197 Aleid van Gelre (1182 - 1218)          |
| Floris IV van Holland (1210 - 1234)  |                                                                             |                                                                             |                                                                             |                                                                             |                                                                           |                                                                           |                                                                                  |                                                                                  |